# Sire Records
Sire Records, kurz Sire, ist ein US-amerikanisches Musiklabel, welches im Jahre 1966 von Seymour Stein und Richard Gottehrer gegründet wurde und nunmehr der Warner Music Group zugehörig ist.

## Geschichte
Sire Records betätigte sich anfänglich in der Musikbranche mithilfe einer Vertriebsvereinbarung mit dem englischen Label Blue Horizon Records, welches Künstler wie Fleetwood Mac und Chicken Shack unter Vertrag hatte. In den 1970er Jahren widmete sich das mit dem Genre des progressiven Rock assoziierte Label, unterstützt durch seinen neuen Vertriebspartner Warner Bros., wenig kommerziell orientierten Projekten, beispielsweise der New Yorker Punk-Szene entstammenden Bands Ramones und Talking Heads.
Mit dem Kauf des Labels durch Warner Bros. im Jahre 1980 begann eine verstärkte Expansion per Untervertragnahme von Musikern und Musikgruppen wie Madonna, The Cult, The Pretenders, Echo and the Bunnymen, Lou Reed, Primal Scream, My Bloody Valentine, David Byrne, Depeche Mode, K. d. lang, Morrissey, Throwing Muses, Belly, Waterlillies sowie Dinosaur Jr.
Fünfzehn Jahre später, 1995, wurde Sire als Imprint von der Elektra Entertainment Group übernommen, um neue musikalische „Acts“ wie Aphex Twin, The Waltons, Rheostatics und The Greenberry Woods zu entwickeln. Die bereits etablierten, im Musikkatalog geführten Sängerinnen und Sänger sowie Bandformationen fanden ihre Aufteilung zwischen Elektra und Warner Bros. Kurz darauf, 1998, verließ  Sire die Elektra Entertainment Group, verblieb aber in geschäftlicher Verbindung mit der Warner Music Group als ein „Boutique Label“ und vermarktete eine Vielzahl von Künstlern, unter anderem die Pet Shop Boys und The Tragically Hip.
Im Jahre 1999 wurde  London Records von der Warner Music Group übernommen und mit Sire Records zu London-Sire Records fusioniert. Das neu entstandene Label konnte diverse Erfolge in den Bereichen Alternative und Electronica mit Musikern und Musikgruppen wie Guster, Harvey Danger, Morcheeba, Paul Oakenfold einschließlich The Tragically Hip für sich verbuchen.